# Uloborus crucifaciens
Uloborus crucifaciens là một loài nhện trong họ Uloboridae.
Loài này thuộc chi Uloborus. Uloborus crucifaciens được miêu tả năm 1927 bởi Hingston.